# Trường Đại học Sư phạm Kỹ thuật Hưng Yên
Trường Đại học Sư phạm Kỹ thuật Hưng Yên (tiếng Anh: Hung Yen University of Technology and Education) là một trong sáu Đại học Sư phạm Kỹ thuật của cả nước - đào tạo kỹ thuật lấy ứng dụng làm trọng tâm để giảng dạy, có chức năng đào tạo kỹ sư công nghệ và giáo viên kỹ thuật. Được đánh giá là một trong những trường đại học kỹ thuật đầu ngành tại vùng Đồng bằng sông Hồng Việt Nam. Đồng thời cũng là trung tâm nghiên cứu khoa học và chuyển giao công nghệ lớn của vùng Đồng bằng sông Hồng

## Lịch sử
Ngày 21/12/1966, Trường Trung học Công nghiệp Hưng Yên thuộc Bộ Công nghiệp nặng được thành lập theo quyết định số 1265/BCNNg/KH của Bộ Công nghiệp nặng.
Ngày 3/12/1970, Trường trực thuộc Tổng cục Đào tạo Công nhân Kỹ thuật, Bộ Lao động với tên gọi Trường Giáo viên nghề 1, với nhiệm vụ đào tạo giáo viên dạy nghề cho các trường Công nhân Kỹ thuật và các cơ sở đào tạo nghề.
Ngày 5/3/1979, trường được nâng cấp thành Trường Cao đẳng Sư phạm Kỹ thuật I thuộc Tổng cục Dạy nghề theo quyết định số 80/TTg của Thủ tướng Chính phủ.
Từ 1/7/1987 trường trực thuộc Bộ Giáo dục và Đào tạo.
Ngày 6/1/2003, trường được nâng cấp thành Trường Đại học Sư phạm Kỹ thuật Hưng Yên thông qua quyết định số 04/2003/QĐ-TTg

## Cơ sở
- Trụ sở chính: Xã Dân Tiến, Huyện Khoái Châu, Tỉnh Hưng Yên.
- Cơ sở Mỹ Hào: Phường Nhân Hòa, Thị xã Mỹ Hào, Tỉnh Hưng Yên.
- Cơ sở Hải Dương: 68 Đỗ Ngọc Du, Phường Tân Bình, Thành phố Hải Dương, Tỉnh Hải Dương.

## Ngành đào tạo
Trường ĐH Sư phạm Kỹ thuật Hưng Yên đào tạo  22 ngành trình độ Đại học (39 chuyên ngành), 8 ngành trình độ Thạc sỹ, 2 ngành trình độ Tiến sỹ, cụ thể:
1.Đào tạo Tiến sĩ
- Ngành Kỹ thuật Điện tử
- Ngành Kỹ thuật Cơ khí

2.Đào tạo Thạc sĩ
- Ngành Công nghệ thông tin
- Ngành Quản trị kinh doanh
- Ngành Kỹ thuật Điện
- Ngành Kỹ thuật Điện tử
- Ngành Kỹ thuật điều khiển và Tự động hóa
- Ngành Kỹ thuật Cơ khí
- Ngành Kỹ thuật Cơ khí động lực
- Ngành Kỹ thuật hóa học

3.Đào tạo Đại học
- Công nghệ thông tin
  - Đồ họa đa phương tiện
  - Mạng máy tính và truyền thông
  - Phát triển ứng dụng IoT
- Kỹ thuật phần mềm
  - Công nghệ web
  - Công nghệ di động
  - Kiểm thử và đảm bảo chất lượng phần mềm
- Khoa học máy tính
  - Trí tuệ nhân tạo và Khoa học dữ liệu
  - Trí tuệ nhân tạo và Xử lý ngôn ngữ tự nhiên
  - Trí tuệ nhân tạo và Nhận dạng hình ảnh
- Công nghệ kỹ thuật điện, điện tử
  - Điện công nghiệp
  - Điện tử công nghiệp
  - Hệ thống điện
  - Điện tử viễn thông
  - Kỹ thuật điện lạnh công nghiệp và dân dụng
- Công nghệ kỹ thuật điều khiển và Tự động hóa
  - Tự động hóa công nghiệp
  - Điều khiển tự động
- Kỹ thuật hệ thống công nghiệp
  - Thiết kế và Điều khiển hệ thống thông minh
  - Quản lý hệ thống công nghiệp
- Công nghệ Chế tạo máy
  - Công nghệ Chế tạo máy
- Công nghệ kỹ thuật cơ khí
  - Công nghệ hàn
  - Tự động hóa thiết kế công nghệ cơ khí
- Công nghệ kỹ thuật cơ điện tử
  - Công nghệ kỹ thuật cơ điện tử
- Công nghệ kỹ thuật ô tô
  - Công nghệ kỹ thuật ô tô
  - Cơ điện tử ô tô và xe chuyên dùng
- Bảo dưỡng công nghiệp
- Điện lạnh và Điều hòa không khí
- Sư phạm công nghệ
- Công nghệ may
  - Công nghệ may
  - Thiết kế Thời trang
- Kinh doanh thời trang và dệt may
- Quản trị kinh doanh
  - Quản trị kinh doanh công nghệ
  - Marketing sản phẩm và dịch vụ
- Kế toán (Kế toán doanh nghiệp)
- Kinh tế (Kinh tế đầu tư)
- Công nghệ kỹ thuật hóa học
  - Kỹ thuật hóa học ứng dụng
  - Kỹ thuật môi trường
- Công nghệ hóa thực phẩm
  - Công nghệ thực phầm
  - Quản lý chất lượng
- Ngôn ngữ Anh
- Sư phạm tiếng Anh.
- Ngôn ngữ Trung Quốc

## Đội ngũ giảng viên
Trường ĐHSPKT Hưng Yên là trường đại học giáo dục định hướng nghề nghiệp. Với phương châm: đội ngũ cán bộ giảng viên quyết định đến chất lượng giáo dục của nhà trường nên công tác tác phát hiện, đào tạo đội ngũ cán bộ là một nhiệm vụ quan trọng.
Tổng số CBVC (tính đến năm 2022): 505 người. Trong đó đội ngũ Giảng viên gồm có 407 người, bao gồm 01 GS, 20 PGS, 123 TS, 257 ThS. 

## Giải thưởng
Năm 2015, giải Robocon lần thứ 14 được tổ chức tại Yogyakarta, Indonesia đội Hungyen Techedu của trường Đại học Sư phạm Kỹ thuật Hưng Yên đã đánh bại các đối tuyển trong nước để giành vé đại diện cho Việt Nam tham gia vòng chung kết và mang chức vô địch Robocon châu Á thứ 5 về cho Việt Nam khi đánh bại tất cả các đối thủ trong khu vực Châu Á - Thái Bình Dương khác.
Năm 2019, Trường được xếp trong nhóm 30 trường đại học của Việt Nam có công bố quốc tế nhiều nhất. Xếp hạng webometrics tháng 1/2021 trường đứng thứ 21 trong số 178 trường đại học của Việt Nam. Trường đạt tiêu chuẩn kiểm định chất lượng cơ sở giáo dục đại học năm 2018.
Năm 2024, sau khi toàn thắng tại Cuộc thi Sáng tạo Robot Việt Nam Robocon 2024, khi liên tiếp đem về ngôi vô địch, chức á quân, giải ba và giải công nghệ, Đại học Sư phạm Kỹ thuật Hưng Yên là cái tên được cử đại diện cho Việt Nam tham dự Vòng Chung kết ABU Robocon Châu Á - Thái Bình Dương tổ chức tại Quảng Ninh. Tại đây, Đội VIETNAM 1 (tiền thân là SKH AUTOMATION) đã xuất sắc giành chức Á quân, đội VIETNAM 2 (tiền thân là SKH CK1) giành giải ba và giải đặc biệt ABU Robocon về cho nước nhà.

## Các Khoa và Bộ môn
Hiện nay Trường có 11 khoa, 1 bộ môn
- Khoa Cơ khí
- Khoa Cơ khí Động lực Lưu trữ ngày 4 tháng 8 năm 2020 tại Wayback Machine
- Khoa Điện - Điện tử
- Khoa Công nghệ Thông tin Lưu trữ ngày 9 tháng 5 năm 2010 tại Wayback Machine
- Khoa Sư phạm Kỹ thuật
- Khoa Khoa học Cơ bản
- Khoa May và Thời trang
- Khoa Ngoại ngữ
- Khoa Kinh tế
- Khoa Lý luận chính trị
- Khoa Công nghệ Hoá học và Môi trường
- Bộ môn Giáo dục thể chất & quốc phòng

## Các Trung tâm
- Trung tâm Thông tin Thư viện
- Trung tâm Tuyển sinh và Truyền thông
- Trung tâm STEM
- Trung tâm Đánh giá kỹ năng nghề quốc gia
- Trung tâm phân tích và xử lý môi trường
- Trung tâm Hưng Yên - Aptech Lưu trữ ngày 17 tháng 5 năm 2020 tại Wayback Machine

## Phòng Ban chức năng
- Phòng Tổ chức Cán bộ
- Phòng Đào tạo
- Phòng Tài chính - Kế toán
- Phòng Hành chính - Quản trị
- Phòng Thanh tra và Pháp chế
- Phòng Công tác sinh viên
- Phòng Quản lý Khoa học công nghệ và Hợp tác quốc tế
- Phòng Thiết bị và xây dựng
- Ban Đảm bảo Chất lượng và khảo thí

## Tổ chức
- Hiệu trưởng: PGS.TS Bùi Trung Thành
- Phó Hiệu trưởng: TS. Nguyễn Minh Quý
- Chủ tịch Hội đồng trường: PGS.TS. Chu Văn Tuấn